# Tostes
Tostes era una comuna francesa situada en el departamento de Eure, de la región de Normandía, que el 1 de enero de 2017 pasó a ser una comuna delegada de la comuna nueva de Terres-de-Bord al fusionarse con la comuna de Montaure.

## Demografía
| Gráfica de evolución demográfica de Tostes entre 1800 y 2014 |
|                                                              |

Los datos demográficos contemplados en este gráfico de la comuna de Tostes se han cogido de 1800 a 1999 de la página francesa EHESS/Cassini, y los demás datos de la página del INSEE.